# Professeur Mamlock (film, 1938)
Pour les articles homonymes, voir Professeur Mamlock.
Pour plus de détails, voir Fiche technique et Distribution.
Professeur Mamlock (russe : Профессор Мамлок ; Professor Mamlok) est un film dramatique soviétique réalisé par Herbert Rappaport et Adolf Minkine et sorti en 1938.
Adapté de la pièce éponyme de Friedrich Wolf, il s'agit du premier film traitant directement de la persécution des Juifs dans l'Allemagne nazie.

## Synopsis
Le film commence aux débuts du national-socialisme. Il s'agit des affrontements entre les communistes et les nationaux-socialistes, qui se déroulent encore publiquement lors de manifestations et de discussions et qui se terminent souvent par des batailles rangées. Mais les communistes, qui doivent de plus en plus passer dans l'illégalité, trouvent toujours des sympathisants dont ils reçoivent le soutien, dont fait partie la mère Wendt, une commerçante. La fille de cette dernière, Anni, convoitée par un locataire qui ne paie pas de loyer mais adhère aux idées nationales-socialistes, fait également partie de ce groupe.
Le professeur Mamlock est chirurgien et directeur d'une clinique. Il ne se sent pas juif, mais allemand, ayant participé à la Première Guerre mondiale et n'ayant donc pas à craindre les nazis. Il est fier de son fils Rolf qui, grâce à ses études, est en passe de devenir un grand scientifique. Mais Rolf n'adhère pas seulement aux idées médicales, il est aussi l'un des cerveaux actifs du mouvement communiste clandestin. Lorsque son père s'aperçoit que Rolf organise des réunions avec des personnes partageant les mêmes idées dans leur appartement, il est très excité et lui montre la porte, car il ne tolère en principe aucune activité politique.
Après l'incendie du Reichstag, les nazis montrent leur vrai visage. Dans la clinique du professeur Mamlock, celui-ci est destitué de son poste de directeur et pourchassé à travers la ville avec l'inscription « Juif » sur sa blouse de médecin, juste après une opération. Son collègue, le docteur Hellpach, un national-socialiste revendiqué, prend la direction de l'établissement avec le soutien du docteur Inge. Par des méthodes sournoises, le docteur Hellpach oblige le reste du personnel à se distancer par écrit du professeur Mamlock et à refuser de continuer à travailler avec lui. À l'exception de l'infirmière assistante, tous se désolidarisent du professeur qui, dans sa déception, ne voit plus d'issue et veut se suicider, mais n'y parvient pas, ce qui l'oblige à rester à la clinique en tant que patient.
Mais ce ne sont pas seulement les Juifs qui sont désormais traqués, mais aussi tous ceux qui critiquent le Troisième Reich. Ainsi, un groupe qui rédige et imprime des tracts est arrêté après avoir été dénoncé. Dans les caves de la Gestapo et de la SA, les membres, dont Rolf Mamlock, sont torturés et tourmentés pour qu'ils dénoncent d'autres membres du groupe. Les recherches pour savoir où se trouvent les personnes arrêtées restent vaines. Lorsqu'Anni Wendt promet au locataire de sa mère d'aller danser dans l'espoir d'obtenir des informations, ce nazi, qui se présente entre-temps comme un fier membre des SA, révèle l'endroit où se trouvent les communistes capturés. Il connaît le lieu, ayant lui-même assisté aux tortures. Lors de la libération des communistes qui s'ensuit, l'un des amis de Rolf Mamlock se fait tirer dessus et tous deux parviennent à échapper à la poursuite en s'enfuyant vers la clinique, où Rolf parvient à convaincre l'un des médecins d'opérer son ami. Entre-temps, il va rendre visite à son père, allongé sur l'un des lits de la clinique, et ils se réconcilient.

## Fiche technique
- Titre français : Professeur Mamlock[1] ou Le Professeur Mamlock[2]
- Titre original russe : Профессор Мамлок, Professor Mamlok
- Réalisation : Herbert Rappaport et Adolf Minkine
- Scénario : Adolf Minkine, d'après la pièce de théâtre de Friedrich Wolf
- Photographie : Gueorgui Filatov (ru)
- Montage : A. Rouzanovo
- Musique : Iouri Kotchourov (ru)
- Production : Nikolaï Lotochev
- Sociétés de production : Lenfilm
- Format : Noir et blanc - 1,37:1 - Son mono - 35 mm
- Pays de production :  Union soviétique
- Langue originale : russe
- Genre : Drame
- Durée : 101 minutes
- Dates de sortie : 
  - Union soviétique : 5 septembre 1938
  - France : 25 janvier 1939

## Distribution
- Semion Mejinski (ru) : professeur Mamlock
- S. Nikitina : Mme Mamlock
- Oleg Jakov : Rolf Mamlock
- Vladimir Tchestnokov : Dr Gelpach, un fasciste
- Boris Svetlov : Dr Karlsen
- Nina Chaternikova (ru) : Dr Inge Ruoff
- Issaï Zonne (ru) : Dr Wagner
- M. Taguionossova : l'infirmière Guédviga
- Valentine Kisseliov (ru) : Werner Seidel
- Youri Toloubeïev : Fritz
- Gueorgui Boudarov (ru) : Willi
- Piotr Kirillov (ru) : Èrnst
- Anna Zarjitskaïa (ru) : Khilda
- S. Riabinkine : Peter
- Natalia Faoussek : la mère Wendt
- Tatiana Gouretskaia : Anni Wendt
- Vassili Merkouriev : Kraouze
- Vladimir Taskine (ru) : Von Retvitz
- Iakov Malioutine (ru) : le colonel
- Boris Chlitchting (ru) : l'enquêteur Klepke
- Grigori Merlinski (ru) : un fasciste

## Production
L'auteur allemand Friedrich Wolf compose la pièce de théâtre originale Professeur Mamlock (de) alors qu'il est en exil en France, en 1933. Elle est jouée pour la première fois au théâtre yiddish de Varsovie. Le réalisateur Rappaport l'a vue dans un théâtre de Moscou et a décidé de l'adapter à l'écran, mais avec des différences considérables par rapport à la pièce de Wolf : entre autres, le protagoniste est exécuté au lieu de se suicider. Georges Sadoul s'est souvenu que le dramaturge lui avait raconté que, pendant la Seconde Guerre mondiale, il avait rendu visite à une unité de l'Armée rouge sur le front ; beaucoup de ceux qui étaient présents avaient vu le film. On lui demanda de raconter l'intrigue du Professeur Mamlock, ce qu'il fit en s'inspirant de la pièce : « les soldats jugèrent son résumé si inexact qu'il aurait pu être abattu » si un officier ne l'avait pas reconnu. Les droits cinématographiques de la pièce furent achetés par Joseph Staline, qui ordonna que le film soit projeté dans toutes les casernes de l'Armée rouge. Semyon Mezhinski, qui interprétait le rôle-titre, fut par la suite décoré par Staline pour sa prestation.
Le film est considéré comme le premier à avoir été réalisé sur l'Holocauste. Le tournage s'est déroulé à Leningrad.

## Accueil critique
Professeur Mamlock fait l'ouverture de seize cinémas à Moscou et est distribué en trois cents copies en Union soviétique. Dans les huit jours qui suivent sa sortie, il enregistre 370 000 entrées. Vingt-cinq copies sont fabriquées pour l'exportation vers l'Europe, et un double du négatif est envoyé aux États-Unis pour permettre la fabrication de nouvelles copies sur place.
Le 15 avril 1939, environ huit mois après sa sortie, le président du Goskino, Semion Dukelski (ru), signale dans un mémorandum que Professeur Mamlock a déjà été vu par quelque 16 millions de personnes en Union soviétique. Le 1er février de la même année, Semion Mejinski (ru) reçoit l'Ordre du Drapeau rouge du Travail pour son interprétation de Mamlock.
Après la signature du pacte Molotov-Ribbentrop, la censure française interdit le film en raison de son origine soviétique.
En Grande-Bretagne, bien que Professeur Mamlock ait été projeté en privé par la London Film Society, le British Board of Film Censors a annoncé à l'avance que le film serait rejeté ; Anthony Aldgate et James C. Robertson ont écrit qu'il était considéré comme une « attaque sans compromis sur un point de la politique intérieure allemande ». Lorsque les distributeurs présentent le film à la commission le 12 mai 1939 — dans l'espoir que l'occupation de la Tchécoslovaquie par l'Allemagne modifie la position de la censure — il faut deux semaines pour qu'elle accepte de l'interdire dans les salles de cinéma du Royaume-Uni. Herbert Morrison rappellera plus tard que l'interdiction « a été prononcée à l'époque où l'on pensait qu'il ne fallait rien faire d'offensant pour Herr Hitler ». Les distributeurs se tournent alors vers le London County Council, qui autorise une projection ; celle-ci a lieu fin août 1939. Le 14 septembre, après la déclaration de guerre, le BBFC revient sur sa décision, tout en censurant certaines scènes, et le film est projeté à Nottingham en novembre. Le film sort en février 1940. Le député John McGovern affirme par la suite que « ce n'est pas au gouvernement de permettre à qui que ce soit de parler au nom des victimes, tout comme il n'a pas permis que Professeur Mamlock soit projeté dans ce pays avant la guerre, mais seulement plus tard, lorsque cela convenait à ses propres objectifs ». « Sous la pression de l'ambassade d'Allemagne, Professeur Mamlock fut également interdit en Chine,, où il ne resta à l'affiche que deux jours avant d'être retiré de la circulation le 16 août 1939.
Plusieurs villes des États-Unis interdisent la projection de Professeur Mamlock. Le 11 novembre 1938, la censure de Chicago déclare qu'il s'agit d'une « propagande purement juive et communiste contre l'Allemagne » ; l'Ohio, le Massachusetts et le Rhode Island l'interdisent également. Annette Insdorf a écrit que « ce qui a dû rendre les censeurs américains vraiment nerveux, c'est qu'il s'agit d'un film politique qui place sa foi dans le communisme ». L'auteur Kenneth R. M. Short a considéré le film comme faisant partie de la campagne de propagande soviétique anti-allemande qui s'est déroulée entre l'arrivée au pouvoir d'Hitler et le pacte Molotov-Ribbentrop. Patricia Erens a également considéré le film comme ayant « un message clairement communiste », mais comme abordant directement la question juive, plus que comme un simple cadre pour l'expression d'idéaux politiques : « Il désigne clairement les Juifs comme des ennemis du Troisième Reich. Cependant, le film a reçu un certificat d'approbation du code Hays le 20 février 1939 — après avoir subi deux coupes mineures —, ce qui en fait le premier film soviétique à recevoir un tel certificat. Finalement, tous les États interdisant le film reviennent sur leur décision, soit sous la pression de l'opinion publique, soit à la suite de décisions de justice. En 1940, le député Sydney Silverman a affirmé que le film était « un succès en tant que moyen de propagande antinazie », non seulement en Grande-Bretagne « mais aussi aux États-Unis d'Amérique et dans d'autres pays neutres, en tant qu'instrument de propagande au nom de la cause alliée ».
Après la signature du pacte germano-soviétique en août 1939, Professeur Mamlock est interdit du jour au lendemain en Union soviétique, comme toutes les autres œuvres antifascistes, ; son retrait du programme de projection du pavillon soviétique à l'Exposition universelle de New York en 1939 est interprété par la presse américaine comme une tentative de complaisance à l'égard des Allemands,. L'interdiction est levée lorsque la guerre germano-soviétique débute le 22 juin 1941 ; Wolfgang Leonhard précise que le film est réintroduit dans les salles de cinéma le 23. En juillet, le film est à nouveau temporairement interdit, cette fois parce que la représentation des Allemands est jugée trop sympathique. Le film est montré aux troupes de l'Armée rouge pendant la bataille de Moscou. En septembre 1941, après l'invasion anglo-soviétique de l'Iran, il est également projeté à Téhéran « avec grand succès », selon la Pravda. En 1947, le film est projeté en Allemagne.
Jeremy Hicks a suggéré que, compte tenu de la fréquence avec laquelle les survivants de l'Holocauste dont les témoignages sont conservés à la Fondation Steven Spielberg ont mentionné le film comme leur ayant fait comprendre « la nature meurtrière de l'antisémitisme nazi », le film pourrait avoir aidé certains Juifs soviétiques à survivre.